# Pontoise
Pontoise es una ciudad y comuna francesa situada en el departamento de Valle del Oise, en la región de Isla de Francia, que forma parte de la Mancomunidad de Cergy-Pontoise. 
Aunque Pontoise es oficialmente la prefectura de Valle del Oise, el edificio de la misma se encuentra en la vecina Cergy.

## Historia
Pontoise es la histórica capital del Vexin francés. Su fundación data de los tiempos del Imperio Romano, llamada (Pontisara). En esos tiempos la roca que domina el río Oise servía como defensa del vado que atravesaba la carretera Romana, el Chaussée Julio César, que estaba entre Lutecia (París) y Rotomagus (Ruan). El camino sigue existiendo y hoy es parte de la ruta Nacional N14 que va desde París a Ruan.

## Cultura
Pontoise es una de las capitales del movimiento impresionista. Algunos artistas tomaron la ciudad y sus alrededores como punto de partida para la creación de paisajes. Camille Pissarro vivió aquí durante 17 años. Otros artistas vivieron o trabajaron en la zona, como Vincent van Gogh (Auvers-sur-Oise), Paul Cézanne, Paul Gauguin, Charles-François Daubigny, Gustave Caillebotte, Gustave Loiseau, etc.

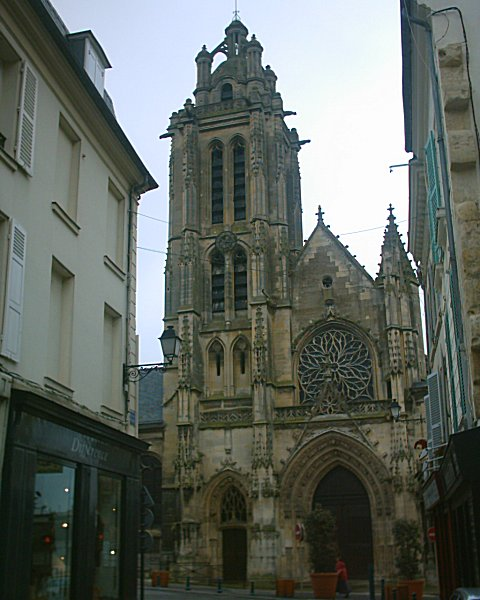
Catedral Saint-Maclou

Además de los mencionados artistas, en esta ciudad nació el alquimista Nicolás Flamel.

## Sitios principales
- Catedral Saint-Maclou, construida en el siglo XII y reconstruida y ampliada en los siglos XV y XVI. La torre y el portal central tienen un estilo gótico flamígero. El cuerpo central está flanqueado por agregados renacentistas.
- Museo de Pontoise (Musée Tavet-Delacour), con esculturas de la Edad Media, manuscritos del siglo XVII y pinturas del siglo XX.
- Museo Pissarro, con colecciones Impresionistas, situado en una casa burguesa localizada en la entrada del viejo castillo.

## Ciudadanos ilustres
- Jean-Éric Vergne, piloto de Fórmula 1.
- Florent Vergne, expiloto de automovilismo, y tío de este último.
- Nicolás Flamel, alquímista.
- Liza del Sierra, actriz pornográfica.
- Jacques Vallée, escritor, ufólogo.

## Demografía
| 4 891 | 5 174 | 5 161 | 5 339 | 5 419 | 5 408 | 5 488 | 5 637 | 5 609 | 6 065 | 6 287 | 6 480 | 6 412 | 6 675 | 7 192 | 7 422 | 7 992 | 8 180 | 8 492 | 9 023 | 9 915 | 10 719 | 11 709 | 12 183 | 11 009 | 14 139 | 15 232 | 16 817 | 26 014 | 26 780 | 27 150 | 27 494 | 29 148 |
| Para los censos de 1962 a 1999 la población legal corresponde a la población sin duplicidades (Fuente: INSEE [Consultar]) |       |       |       |       |       |       |       |       |       |       |       |       |       |       |       |       |       |       |       |       |        |        |        |        |        |        |        |        |        |        |        |        |